# Espai de color

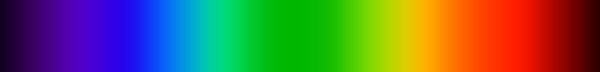
Espectre de llum visible.

Un espai de color és la combinació d'un model de color i d'una apropiada funció de representació gràfica d'aquest model.
Un model de color, de fet, és un model matemàtic abstracte que descriu una manera de representar els colors com combinacions de xifres, normalment tres o quatre valors dels components del color. Tanmateix, aquest model és una representació abstracta, ja que aquest es perfecciona amb normes específiques adaptades a l'ús que se'n farà, creant un espai de colors.
Així, per exemple, espais de color com Adobe RGB i sRGB són diversos, encara que es basin en el mateix model de color RGB.

## L'espai de color de l'observador estàndard
El 1931 la Commissió International de la Il·luminació defineix un espai de color que comprèn tots els matisos visibles per l'ull humà, prescindint de la il·luminació. De fet, algun d'aquests colors a l'interior d'aquest espai bidimensional pot tenir una luminància que varia del blanc al negre i si es té en compte aquest factor (la luminància) l'espai definit esdevé tridimensional i representat mitjançant coordenades XYZ. El model CIE 1931 es basa, com altres codificacions esmentades, en la utilització de tres colors primaris que, oportunament barrejats entre si en síntesi additiva de color, permeten d'obtenir tots els colors que l'ull humà pot percebre. La commissió CIE ha definit diversos models matemàtics de percepció del color designat com a espai de color i representat per símbols com XYZ (CIE és el model 1931), XYY, Lab, luv.
A diferència, però, dels mètodes RGB o CMYK (usats respectivament en síntesi additiva i en síntesi sostractiva), el diagrama de cromaticitat proposat per la CIE no depenia del comportament d'aquest o aquell dispositiu de visualització o impressió sinó que es basava en el concepte de l'observador estàndard, que es defineix a partir de la propietat del sistema visual de l'home i es basa en l'anàlisi sistemàtica efectuada en un camp ampli d'observació humana. I basant-se en nombrosos estudis efectuats en la Primera Guerra Mundial es va constatar la impossibilitat de reeixir a reproduir per síntesi additiva tots els colors encara que es triï la tríada de primaris reals per barrejar.
Des que es pot representar totes les tonalitats perceptibles, l'espai de color del CIE es pren com a referència per a tots els altres, encara que a la pràctica no es fa servir gaire a causa de la seva complexitat.

### Primaris imaginaris

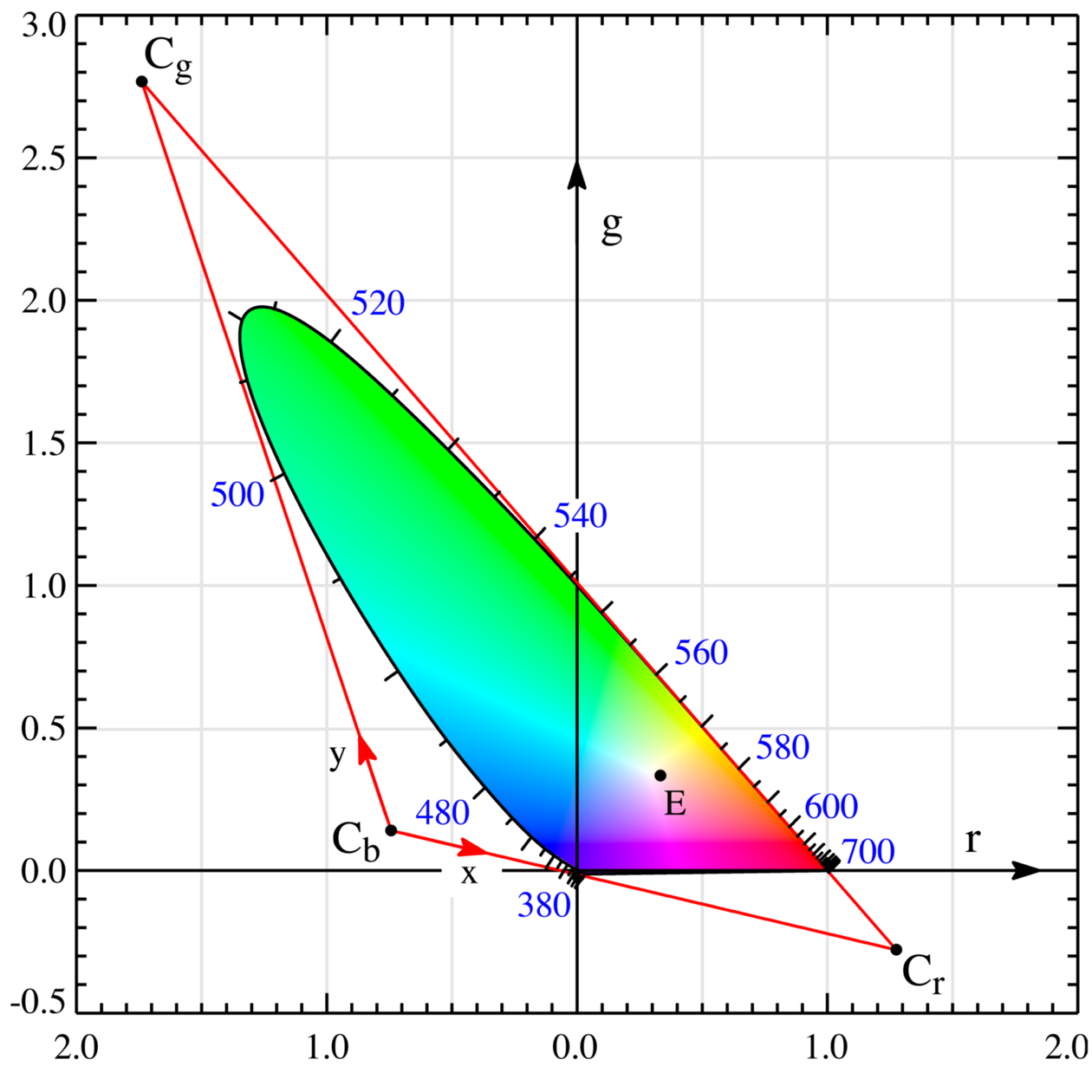
Exemple d'un espai de colors.

Només afegint un color primari a la tonalitat per codificar era possible individualitzar una terna cromàtica que la reproduís fidelment, per això es va suposar que la resposta dels fotoreceptors de la retina humana (els cons) tenien una reacció negativa cap a alguna freqüència negativa de l'espectre visible.
Els principals elegits del CIE per generar tots els colors visibles són tonalitats hipersaturades: colors (que en realitat no es veuen i, per tant, no haurien de considerar-se com a tals) més saturats del que els nostres fotoreceptors de la retina són capaços de desxifrar.
Els tres "primaris imaginaris", amb un considerable esforç d'imaginació, es diuen X, Y i Z.
X correspon a un vermell violat hipersaturat que es caracteritza per dos pics en l'espectre de color, respectivament, cap als 450 nm i 600 nm (aquest últim molt per sobre del primer) i Y i Z corresponen a tonalitats espectrals -sempre irrealment hipersaturats - amb longitud d'ona dominant, respectivament, de 520 i 477 nanòmetres.
A més, la tonalitat Y (que correspon al "verd hipersaturat") s'ha desenvolupat proporcionalment a la nostra sensibilitat a la lluminositat dels colors. Un cop escollits els tres primaris mitjançant els quals es pot obtenir, per síntesi additiva, qualsevol tonalitat real, es pot utilitzar en aquest punt un espai tridimensional, tenint com a coordenades els tres primaris utilitzats, per catalogar-los tots.
Per no recórrer a un diagrama tridimensional és possible normalitzar  la tonalitat fent que la seva suma sigui sempre igual a u. Si X, Y i Z són els tres valors que identifiquen un color, X + I + Z la seva suma, i considerem:
x = X/(X+Y+Z)
y = Y/(X+Y+Z)
z = Z/(X+Y+Z)
resulta, amb passos algebraics senzills i tenint cura de les minúscules i majúscules, que x+y+z és sempre igual a 1 per a qualsevol valor originari de X, Y i Z. D'això resulta que:
z = 1-x-y
Per tant, és possible utilitzar dos colors cromàtics coordinats (x i y, per exemple) per identificar un color, i es pot obtenir el tercer (z, en aquest cas)restant a la unitat els altres dos. L'avantatge és clar: normalitzant els colors amb el mecanisme de la suma constant (igual a 1) és possible usar un gràfic bidimensional per catalogar qualitativament (i no quantitativament) totes les tonalitats reals.
D'altra banda si representem tots els colors possibles i imaginables la intensitat total i constant és igual a u: totes les altres tonalitats s'obtenen simplement indicant, a més dels valors x i y (el valor z s'obté, com s'ha esmentat, dels altres dos) el grau de lluminositat expressat, si es vol, com un percentatge.

### Colors reals i irreals

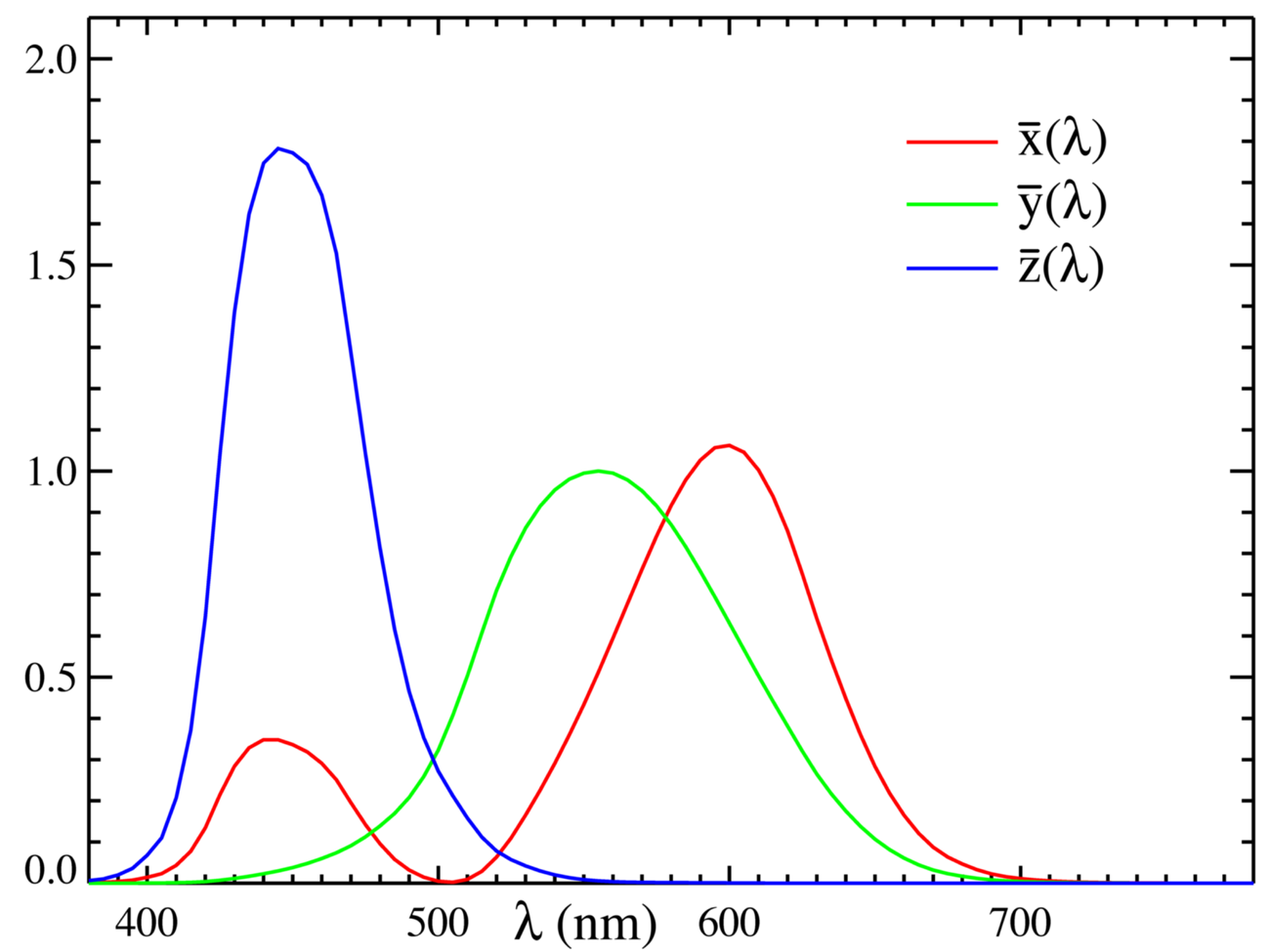
Espai de color CIE 1931.

Tots els colors (reals i irreals) generables amb les primaris x i y es troben en un triangle rectangle amb vèrtexs amb origen (0,0) el punt màxim de x i mínim de y (1,0) i el punt màxim de y i mínim de x (0,1). Dins d'aquest triangle rectangle hi ha el diagrama CIE dels colors reals: una campana que abasta totes les tonalitats possibles. Fora de la campana (però sempre dins del triangle) hi ha tots els colors no visibles o no perceptibles que es presenten al llarg del perímetre extern. El diagrama CIE consta, per al mode que s'ha generat, d'algunes característiques importants que ara s'explicaran amb més detall.
Més o menys al centre del diagrama hi ha un punt (un color), com es veurà de seguida, d'importància estratègica, indicat amb la lletra "C". És l'anomenat "òptic CIE", pres com a referència i les corresponents a la radiació emesa des d'una superfície blanca il·luminada per la llum diürna mitjana. Al llarg del perímetre corbat de la campana hi ha totes les tonalitats en la seva màxima saturació. A la part superior de la campana hi viuen les famílies de verd, a baix a l'esquerra, el blau, i a baix a la dreta, el vermell.
En el segment rectilini que uneix els dos vèrtexs inferiors de la campana hi ha els colors no-espectrals (o porpra) a la seva màxima saturació. Tots els colors no-espectrals de la saturació amb disminució gradual es troben en el triangle delimitat a sota del segment del porpra i tenen com a vèrtex el punt C.

### Colors espectrals
El mateix passa amb els colors espectrals, que es troba en la part restant del diagrama: a mesura que s'acosta a l'il·luminant C els colors són menys saturats. Per com està construït el diagrama, prenent dues tonalitats qualssevol, el segment que l'uneix representa totes les possibles barreges addtives dels dos colors escollits. No solament la posició relativa al llarg del segment d'encreuaments representa el percentatge de mescla de colors.
Així, en el centre del segment es pot robar la tonalitat exactament formada pel 50% del primer color i el 50% del segon. Per exemple, passar a "tres quarts" del segment, la tonalitat identificada correspon a la suma del 75% del primer color i el 25% del segon color i així successivament.
El mateix passa amb la síntesi additiva de color de tres o més components dels colors: les tonalitats obtingudes mitjançant la mescla de tots aquests estan delimitades pels polígons convexos que té com a vèrtex els punts del diagrama que corresponen als colors utilitzats. Tornant al cas de només dues tonalitats, si el segment que les uneix passa pel punt C els colors que es consideren són entre si complementaris. Si el punt C "cau" en el centre del segment, els dos colors tenen la mateixa saturació (igual a la seva distància d'il·luminant CIE) i combinant-se entre si s'obté el color blanc.

### Mescla sostractiva
El diagrama de cromaticitat CIE es pot utilitzar, prenent les precaucions necessàries, tant per a les mescles sostractives (com en la impressió). Els colors produïts per la barreja sostractiva de dues tonalitats no es troben al segment rectilini que uneix, sinó al llarg d'un segment curvilini del qual no es coneix a priori la forma exacta. Per traçar la corba (la ubicació dels punts corresponents als colors obtinguts per síntesi sostractiva dels dos colors) cal incloure en la mostra algunes barreges típiques (per exemple, 10% -90%, 20% -80%, 30% -70%, etc.) i interpolar, així, la tendència general.

Cal assenyalar dues coses interessants. En primer lloc, pel que fa a la forma de campana d'aquests últims, encara que triem els tres primaris a l'interior dels tres reals no reeixirem mai a reproduir amb aquests tots els colors però n'obtindrem certa quantitat. Tampoc no hi deu haver cap monitor RGB capaç de reproduir tot el que es pot reproduir ni un escànner de color tan superdotat. La segona consideració es refereix a l'espai de color d'impressió en color, en comparació amb el reduït espai RGB, però una mica més precís pel que fa a la impressió de les tonalitats blau cian.
Si un color pertany al perímetre extern es troba, com s'ha dit, en el seu grau màxim de puresa, entra dins del diagrama i té com a saturació la distància relativa entre la tonalitat i el punt C, mesurada al llarg del segment que passa pel color i uneix el blanc amb la vora externa. El punt en el qual el perllongament del segment troba el perímetre identifica la longitud d'ona dominant de la tonalitat considerada.

## Altres espais de color

### Basats en el model RGB
- Adobe RGB: L'espai de color Adobe RGB és un espai de color RGB desenvolupat per Adobe Systems el 1998. Va ser dissenyat per abastar la majoria dels colors que es podien obtenir en impressores a color CMYK, però utilitzant colors RGB primaris en dispositius de visualització com pantalles. L'espai de color de l'Adobe RGB engloba aproximadament el 50% dels colors visibles especificats per la CIELab, millorant la gamma de l'espai de colors del sRGB principalment en l'espectre del cian i els verds.[1]
- sRGB: L'espai de color sRGB, o estàndard RGB, és un espai de color RGB creat cooperativament per Hewlett-Packard i Microsoft Corporation per a ús a internet. Ha estat avalat per W3C, Intel, Pantone i Corel entre d'altres. També és ben acceptat per programari de codi obert com GIMP, i s'utilitza en formats de fitxers de propietat i oberts, com ara SVG. sRGB es considera un espai de color comú per a la creació d'imatges per visualitzar a Internet i a la World Wide Web.[1]
- ISO RGB i Extended ISO RGB
- Apple RGB: És un espai de color RGB creat per Apple i usat en els seus dispositius.

### Utilitzats per a la televisió
- YUV: Utilitzat per emissions de televisió en PAL (Austràlia i Europa exceptuant França) i recentment també per a NTSC.
- YIQ: Històricament utilitzat en emissions de televisió per a NTSC (Amèrica del Nord i Japó entre d'altres). Aquest sistema emmagatzema un valor de luma amb dos valors de croma o crominància, que corresponen aproximadament a les quantitats de color blau i vermell del color. Està girat 33º respecte a l'espai de color YUV.
- YDbDr: Utilitzat en les emissions de televisió del SECAM (França).

### Utilitzats per a la impressió
- CMYK: CMYK s'utilitza en el procés d'impressió, ja que descriu quins tipus de tintes cal aplicar, de manera que la llum reflectida des del substrat i a través de les tintes produeix un color determinat. CMYK emmagatzema valors de tinta per a cian, magenta, groc i negre. Hi ha molts espais de colors CMYK per a diferents conjunts de tintes, substrats i característiques de premsa.
- HSV i HSL: HSV i HSL són transformacions d'un espai de colors RGB cartesià (normalment sRGB), i els seus components i colorimetria són relatius a l'espai de color RGB a partir del qual es deriven. HSV (pels termes tonalitat, saturació i brillantor en anglès) sovint és utilitzat pels artistes, ja que els resulta més natural pensar en un color en termes de tonalitat i saturació que en termes de colors additius o subtractius o de components del color. L'HSL (pels termes tonalitat, saturació i lluminositat en anglès) és bastant similar al HSV exceptuant el canvi de brillantor per lluminositat. La diferència és que un color perfectament clar a HSL és pur blanc; però un color perfectament brillant en HSV és anàleg a la llum blanca brillant sobre un objecte de color.